# Portrait du comte-duc d'Olivares (Vélasquez, Saint-Pétersbourg)
Pour les articles homonymes, voir Portrait du comte-duc d'Olivares.
Le Portrait du Comte duc d'Olivares est une huile sur toile peinte par Diego Velázquez en 1638 et conservée au  Musée de l'Ermitage à Saint-Pétersbourg.
C'est un portrait du Comte-Duc d'Olivares, Gaspar de  Guzmán, premier ministre de Philippe IV d'Espagne. Vélasquez était devenu peintre de la cour lorsqu'il réalisa ce portrait en remerciement au personnage qui lui avait permis d'atteindre cette fonction. 
De fait, la toile fut peinte dans l'atelier de Vélasquez du Palais royal de Madrid. Le modèle montre un geste tranquille et gentil, mais transmet son caractère énergique et le tableau fait ressortir son intelligence. 
Vélasquez peignit plusieurs portraits de ce personnage historique.
.